# Erich von Mendelssohn
Erich von Mendelssohn (* 6. Julijul. / 18. Juli 1887greg. in Dorpat, Russisches Kaiserreich; † 17. Juni 1913 in Helsingör) war ein deutscher Schriftsteller, Dichter und Übersetzer. Er gehörte zur deutsch-jüdischen Kaufmanns-, Gelehrten- und Künstlerfamilie Mendelssohn aus Jever, die auf Moses Mendelssohn (nicht identisch mit dem namensgleichen Philosophen Moses Mendelssohn) zurückgeht. 

## Leben

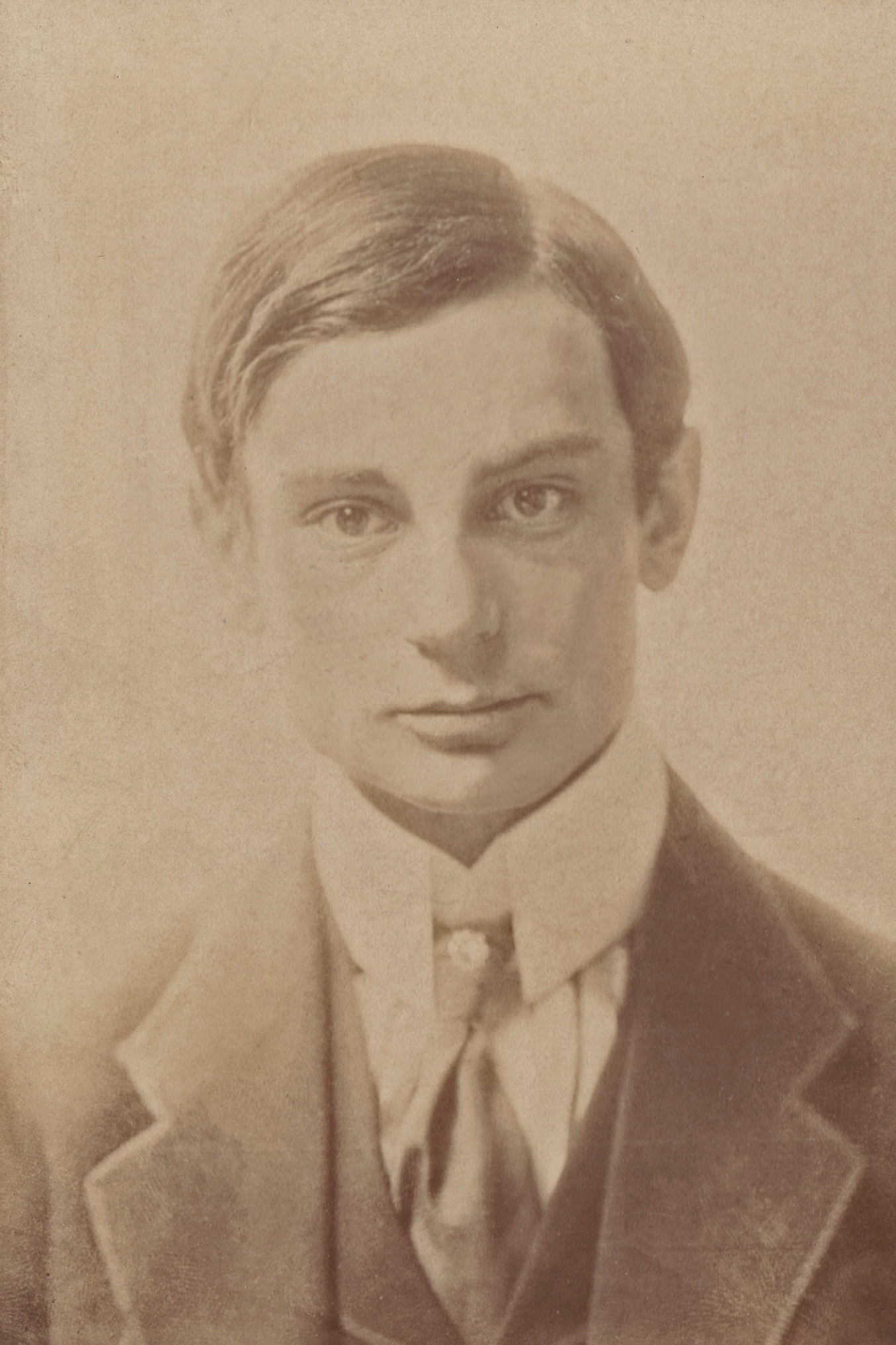
Erich von Mendelssohn, 1909
Quelle: Monacensia, Literaturarchiv und Bibliothek München

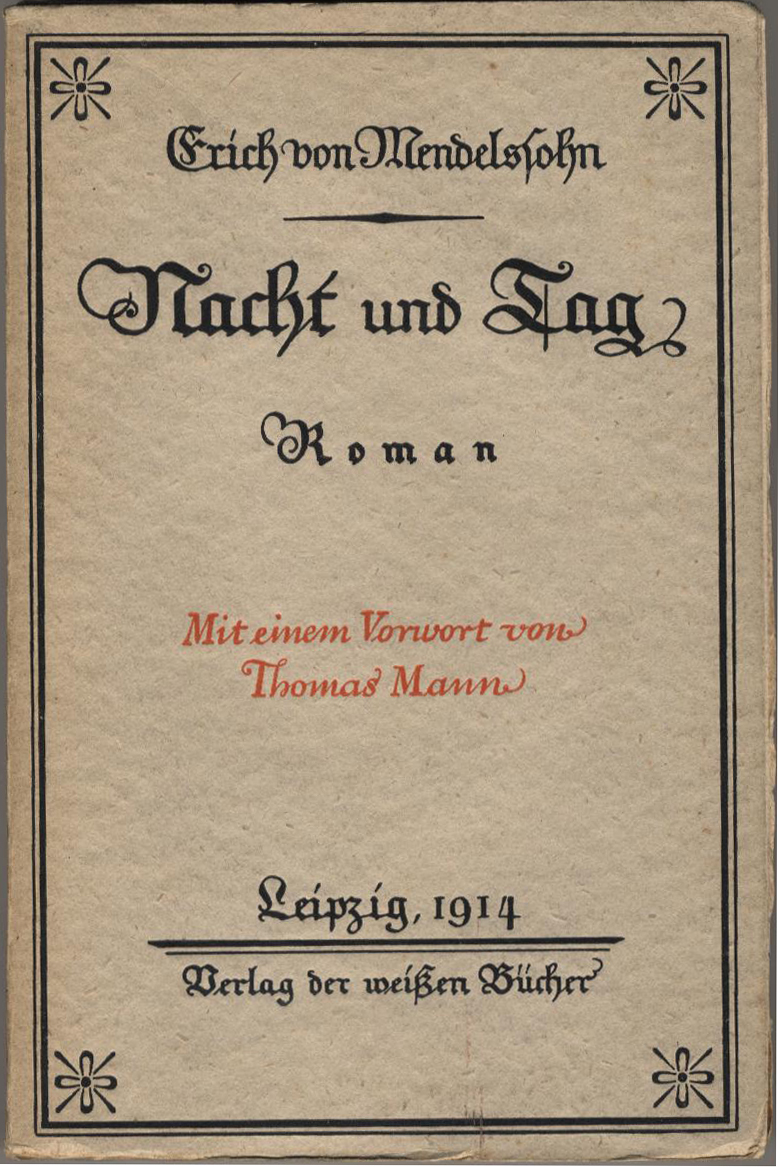
Erstausgabe des Romans Nacht und Tag mit einem Vorwort von Thomas Mann, der 1914 posthum erschien

Sein Vater war der Professor Ludwig Mendelssohn, seine Mutter Alexandrine von Cramer, Tochter eines estländischen Gutsbesitzers, sein Sohn der Schriftsteller Harald von Mendelssohn, sein Bruder der Hellerauer Kunsthandwerker Georg Mendelssohn, seine Schwester die Graphologin und Schriftstellerin Anja (von) Mendelssohn (später: Ania Adamkiewicz-Mendelssohn, dann Ania Teillard), sein Onkel der Turnpädagoge Salomon Mendelssohn.

### Im Landerziehungsheim
Nach dem Tod des Vaters 1896 siedelte die Familie nach Jena über, wo Erich von Mendelssohn das Gymnasium besuchte. Als Obertertianer kam er in das neugegründete Landerziehungsheim Haubinda in Thüringen, wo er einer der ersten Schüler des Reformpädagogen Paul Geheeb war, zu dem seine Mutter bereits in dessen Jenaer Studienzeit einen engen Kontakt gehabt hatte. In Haubinda wurde Mendelssohn auch vom Schulgründer Hermann Lietz unterrichtet. Obwohl Mendelssohn von Lietz geschätzt wurde, litt er unter dessen autoritärem Erziehungsstil, sowie den regelmäßigen Repressalien des Schulalltags in Haubinda. Seine engsten Schulfreunde waren die späteren Schriftsteller Bruno Frank und Wilhelm Speyer. Die Erlebnisse in Haubinda verarbeitete Mendelssohn in seinem 1913 geschriebenen letzten Roman Nacht und Tag. Darin ist der despotische Schulleiter Dr. Leutelt unschwer als Hermann Lietz zu erkennen. Er wird beschrieben als launenhaft und unbeherrscht, oft geradezu herrisch, der Demagoge des deutschen Erziehungsstaates; die meisten Schüler hatten Angst vor ihm und er unterdrückte besonders diejenigen, die seiner Pädagogik der Abhärtung nicht folgen wollten oder konnten. Lietz versuchte, dieses Porträt durch Mitschüler – also nicht durch ihn selbst – diskreditieren zu lassen, aber Mendelssohn, der unmittelbar vor der Veröffentlichung des Romans starb, erhielt Unterstützung gerade von den Ehemaligen, die Lietz nur allzu deutlich wiedererkannten. Erich von Mendelssohn hat vor Ende des Schuljahres 1904 das Landerziehungsheim verlassen, weil seine Leistungen nicht überzeugend waren.

### Abitur
Auf das Abitur bereitete Mendelssohn sich in Jena im Privatunterricht vor, indem er gleichzeitig Vorlesungen an der Universität besuchte. Die kunsthistorischen Vorlesungen des Jenaer Professors Botho Graef, zu dem er eine enge persönliche Beziehung hatte, fesselten ihn besonders. 

### Studium
Dem Einfluss Graefs war es zuzuschreiben, dass Erich sich nach dem Abitur 1906 in Berlin dem Studium der Kunstgeschichte widmete, obwohl er längst wusste, dass seine Liebe dem Schreiben galt. Es begann das hin und her zuckende, experimentierende, nervös-vorläufige unregelmäßige Dasein des werdenden Schriftstellers, der für seinen Beruf noch unreif ist und sich jedem anderen doch unfähig fühlt. So pendelte Mendelssohn zwischen Paris und München hin und her, wo er Thomas Mann traf. 1908 verschlug ihn ein Zufall nach Kopenhagen, von wo aus er zu seiner ersten Reise nach Island aufbrach, was ihn nachhaltig in seinen Bann schlug.
Thomas Mann beschreibt es in seinem Vorwort zu Mendelssohns Roman „Nacht und Tag“ so:
„Dieses Land wird das große Erlebnis seiner Seele. Seine intellektuellen Triebe sowohl, wie der Ehrgeiz, seinem Körper ritterlich strenge Zumutungen zu stellen – ein heroischer und vielleicht unzukömmlicher Ehrgeiz, denn er hat einen zarten Körper – finden in dieser Natur, unter diesen Menschen glückliches Genüge.“
Nach Kopenhagen zurückgekehrt, beschloss Mendelssohn zu bleiben und begann mit dem Studium der skandinavischen Sprachen. Bei einem Zwischenaufenthalt in München lernte er die Dänin Gerda Schack-Schou (1888–1971) kennen und verliebte sich leidenschaftlich in sie. Beide heirateten im Februar 1910 und bekamen ein Jahr später den Sohn Harald, der später ebenfalls als Schriftsteller und Journalist tätig wurde.

### Autor
Von Mendelssohn verdiente seinen Lebensunterhalt vor allem mit Übersetzungen aus dem Isländischen, Dänischen und Schwedischen. So übersetzte er u. a. Arbeiten der dänischen Schriftsteller Jens Peter Jacobsen (u. a. Mogens. Ein Kaktus erblüht), Svend Fleuron (Ein Winter im Jägerhofe) und Thit Jensen (Mona Ross. Roman aus dem heutigen Island, veröffentlicht 1913), sowie des Isländers Einar Hjörleifsson (Ofurefli, 1912 unter dem Titel: Übermacht veröffentlicht).
Mit dem Jenaer Verleger Eugen Diederichs unternahm er im Juli–August 1910 eine zweite Islandreise, die offensichtlich Diederichs zur Veröffentlichung der Sammlung Thule (Thule – Altnordische Dichtung und Prosa) inspirierte, einer Buchreihe, die die nordischen Sagen und Mythen erstmals in deutscher Sprache publizierte. Von Mendelssohn trug zu dieser Reihe die 1912 im Band 13 veröffentlichten „Grönländer und Färinger Geschichten“ bei. 1913 veröffentlichte der Leipziger Insel-Verlag Mendelssohns „Die Saga vom Freysgoden Hrafnkel.“
Trotz seiner enormen publizistischen Produktivität empfand Mendelssohn seine Lage als „grotesk“, denn für das, was ihm wirklich am Herzen lag, seine eigenen Arbeiten, fand er nur wenig positive Resonanz. Ein Buch über Island, nach der ersten Reise entstanden, blieb ungedruckt. Den Gedichtband Bilder und Farben konnte er 1912 nur als Privatdruck herausbringen. Sein erster kurzer Roman Phantasten, 1911 bei Oesterheld & Co. Berlin veröffentlicht, blieb unbemerkt. Für den nachfolgenden Roman Heimkehr (1914 veröffentlicht) fand Mendelssohn zunächst wieder keinen Verlag. Ein möglicher Durchbruch zeichnete sich erst mit seinem letzten Roman Nacht und Tag ab, der als mehrbändiges, autobiographisches Werk konzipiert war und an dessen Veröffentlichung der Leipziger Verlag der weißen Bücher interessiert war. Dann jedoch, im Sommer 1913, zog sich Mendelssohn beim Schwimmen im Meer eine Erkältung zu, aus der eine Lungenentzündung wurde, an der er – zusätzlich geschwächt durch ein altes Herzleiden – am 17. Juni 1913 im Alter von nur 25 Jahren in Helsingör verstarb. Sein letzter Roman wurde posthum mit einem wohlwollenden Vorwort von Thomas Mann veröffentlicht, der dieses auf Bitten seines Freundes und Mendelssohn-Schulfreundes Bruno Frank schrieb.

## Kritik
Gegenüber dem Schriftsteller Adolf von Grolmann äußerte sich Thomas Mann dagegen später zu den Romanen von Erich von Mendelssohn sehr kritisch:
„Lieber Herr von Grolmann, ich schicke das kritische, höchst kritische kleine Manuskript mit vielem Dank zurück. Der arme M. [gemeint ist Erich von Mendelssohn] kann ja im Grabe von Glück sagen, daß es nicht erschienen ist. Mein Gott, Sie waren so streng. Das Buch war fürchterlich unreif (ich meine ‚Tag und Nacht‘ [sic]), aber als Dokument weder unsympathisch noch auch ganz uninteressant. Ich sage ‚war‘, denn im Präsenz kann man ja schon nicht mehr davon reden. ‚Heimkehr‘ freilich opfere ich Ihnen völlig. Ich habe dem jungen Menschen meine sehr geringe Meinung darüber seinerzeit nicht verschwiegen.“
Dagegen schrieb der Schriftsteller Robert Musil über „Nacht und Tag“:
„Und bei Mendelssohn: Der Griff einer mehr sanften als starken, aber schon sichereren Hand. Einer der naivsten künstlerische Reize, der des Stofflichen, wirkt in Erich von Mendelssohns Romanfragment sehr stark. (…) da Mendelssohn eine außerordentlich genau modellierte Erinnerung an vorreife geistige Zustände besitzt, wird sein Buch zu einem wichtigen Dokument der Jugend. Und da diese auf eigene innere Verantwortung gestellte Jugend eine ungewöhnlich große moralische Reagibilität besitzt, wird das Buch voll von einer ungeheuren, stillen Lebendigkeit ethischer Reize. Man kann sie ebenso leicht übersehen wie, auf sie eingestellt, in eine Art sichtiger Überreiztheit geraten; das Buch ist leise. Man muss es ein wenig transponieren, absehen von Schulwichtigkeiten, es bleiben dann Arten seelischer Haltung, die auch bei anderen Gegenständen möglich sind. Der Wert liegt dann in der Sammlung von Ansätzen zu ungelebten, nie verwendeten Moralen, die alle irgend einmal als gleich möglich vor uns lagen; an denen der Mensch vorbei wächst zu seinem Ethos des Erwachsenen, ohne eigentlich zu wissen, mit welchem Recht. An Weltbildern vorbei, die vielleicht mehr geistiges Glück hätten bereiten können als unser metromanes der ‚überflüssigen Notwendigkeiten.‘ In wankender Sicherheit horcht man zurück. Das Buch gibt darüber nichts Entscheidendes; die Hand des Dichters ist mehr sanft als stark; aber leise erschütternd.“

## Werke
- 1911: Phantasten
- 1912: Bilder und Farben (als Privatdruck)[12]
- 1912: Grönländer und Färinger Geschichten
- 1912: Die Saga vom Freysgoden Hrafnkel
- 1914: Heimkehr
- 1914: Nacht und Tag